# 덕라이스
덕라이스(중국어 간체자: 鸭饭, 정체자: 鴨飯, 병음: yāfàn 야판[*], 한자음: 압반, 말레이어: nasi itik 나시 이틱[*], 인도네시아어: nasi bebek 나시 베벡[*], 태국어: ข้าวหน้าเป็ด 카오 나 뻿[*])는 동남아시아 화교 음식이다. 굽거나 삶은 오리고기를 쌀밥에 덮밥 형태로 올려 내며, 말레이시아, 싱가포르, 인도네시아 등 해양 동남아시아 지역 및 태국에서 흔히 볼 수 있다. 중국 하이난의 치킨라이스과도 비슷하다.

## 같이 보기
- 자이 칠면조고기밥
- 하이난 닭고기밥